# Lijst van rijksmonumenten in Maastricht/Onze Lieve Vrouweplein
Een overzicht van de 15 rijksmonumenten in de stad Maastricht gelegen aan of bij de Onze Lieve Vrouweplein.
| Object | Oorspronkelijke functie? | Bouwjaar              | Architect   | Locatie                       | Coördinaten?                  | Nr.?   | Afbeelding        |
| --- | ------------------------ | --------------------- | ----------- | ----------------------------- | ----------------------------- | ------ | ----------------- |
| Huis met lijstgevel. | Gebouw                   | 19e eeuw              |             | Onze Lieve Vrouweplein 3      | 50° 50' 53" NB, 5° 41' 34" OL | 27452  | Meer afbeeldingen |
| Huis met brede lijstgevel. | Gebouw                   | 17e eeuw              |             | Onze Lieve Vrouweplein 8      | 50° 50' 51" NB, 5° 41' 36" OL | 27453  | Meer afbeeldingen |
| Onze-Lieve-Vrouwebasiliek | Kerk en kerkonderdeel    | Vanaf 11e eeuw        |             | Onze Lieve Vrouweplein 9      | 50° 50' 50" NB, 5° 41' 37" OL | 27454  | Meer afbeeldingen |
| Huis met brede lijstgevel aan de zijde van de Graanmarkt. Het achterliggende huis heeft aan het O.L. Vrouweplein een koetspoort in hardsteen.                                                    | Woonhuis                 | 18e eeuw              |             | Onze Lieve Vrouweplein 15     | 50° 50' 49" NB, 5° 41' 38" OL | 27455  | Meer afbeeldingen |
| Huis met lijstgevel. | Woonhuis                 | 18e eeuw              |             | Onze Lieve Vrouweplein 19     | 50° 50' 49" NB, 5° 41' 36" OL | 27457  | Meer afbeeldingen |
| Achtergelegen huis, met gepleisterde lijstgevel. | Gebouw                   | 18e eeuw              |             | Onze Lieve Vrouweplein 20     | 50° 50' 50" NB, 5° 41' 35" OL | 27458  | Meer afbeeldingen |
| Huis met de Pelikaan | Handel en kantoor        | 1915                  | Jos Limburg | Onze Lieve Vrouweplein 21     | 50° 50' 50" NB, 5° 41' 34" OL | 506717 | Meer afbeeldingen |
| Huis met lijstgevel. | Gebouw                   | eerste helft 18e eeuw |             | Onze Lieve Vrouweplein 22     | 50° 50' 50" NB, 5° 41' 34" OL | 27459  | Meer afbeeldingen |
| Huis met brede lijstgevel. | Gebouw                   | tweede kwart 18e eeuw |             | Onze Lieve Vrouweplein 23     | 50° 50' 50" NB, 5° 41' 32" OL | 27460  | Meer afbeeldingen |
| Huis met lijstgevel, eindigend in een trigliefenfries. | Woonhuis                 | eerste helft 18e eeuw |             | Onze Lieve Vrouweplein 24     | 50° 50' 51" NB, 5° 41' 34" OL | 27461  | Meer afbeeldingen |
| Huis met lijstgevel. | Woonhuis                 | 1655                  |             | Onze Lieve Vrouweplein 25     | 50° 50' 51" NB, 5° 41' 34" OL | 27462  | Meer afbeeldingen |
| Huis met gepleisterde lijstgevel. | Gebouw                   | midden 19e eeuw       |             | Onze Lieve Vrouweplein 26     | 50° 50' 52" NB, 5° 41' 33" OL | 27463  | Meer afbeeldingen |
| Voormalige wolwaag. Huis met lijstgevel en voorzien van een poort, waarboven zich de wapens bevinden van de bisschop (Jozef Clemens van Beieren) en de staten (Brabant) en een chronogram, 1721. | Gebouw                   | 1721                  |             | Onze Lieve Vrouweplein bij 26 | 50° 50' 52" NB, 5° 41' 33" OL | 27464  | Meer afbeeldingen |
| Hoekhuis met gepleisterde lijstgevels. | Woonhuis                 | midden 19e eeuw       |             | Onze Lieve Vrouweplein 27     | 50° 50' 52" NB, 5° 41' 33" OL | 27465  | Meer afbeeldingen |
| Hoekhuis met brede lijstgevel. Op deze plek (in 2 niet meer bestaande huizen) werd in 1575 het jezuïetencollege opgericht.                                                                       | Gebouw                   | derde kwart 18e eeuw  |             | Onze Lieve Vrouweplein 29     | 50° 50' 52" NB, 5° 41' 32" OL | 27466  | Meer afbeeldingen |